# Mullingar
53°30′22″N 7°21′30″V / 53.50611°N 7.35833°V
Mullingar (Irsk: An Muileann gCearr) er en irsk by i County Westmeath i provinsen Leinster, i den centrale del af Republikken Irland med en befolkning (inkl. opland) på 18.416 indb i 2006 (15.621 i 2002) 